# Nofret II
Nofret II (fl. XIX secolo a.C.) è stata una regina egizia della XII dinastia.

## Biografia
Fu figlia del faraone Amenemhat II e sposa di Sesostri II.
Il suo nome significa La Bella. Insieme a Khenemetneferhedjet I, fu una delle due mogli certe di Sesostri II; altre due possibili spose potrebbero essere state Khnumit e Itaweret. Tutte e quattro furono sorelle di re Sesostri. 
Ebbe i titoli di Figlia del Re, Grande dello Scettro, Signora delle Due Terre.

## Monumenti
Due sue statue furono rinvenute da Auguste Mariette nel biennio 1860-61 a Tanis e si trovano al Museo egizio del Cairo; in una (JE 37487), in granodiorite, alta 165 cm, la regina è raffigurata con una particolare parrucca associata alla dea Hathor (detta appunto hathorica) che termina sul petto con due voluminosi riccioli. Secondo uno stilema tipico del Medio Regno, la regina è raffigurata con grandi orecchie.
Una piccola piramide compresa nel complesso piramidale del marito, a El-Lahun, fu probabilmente edificata per lei.